# Хајланд Парк (Пенсилванија)
Хајланд Парк (енгл. Highland Park) насељено је место без административног статуса у америчкој савезној држави Пенсилванија.

## Демографија
По попису из 2010. године број становника је 1.380, што је 66 (-4,6%) становника мање него 2000. године.
| Група             | 2000.         | 2010.         |
| Белци             | 1.409 (97,4%) | 1.336 (96,8%) |
| Афроамериканци    | 5 (0,3%)      | 6 (0,4%)      |
| Азијати           | 6 (0,4%)      | 12 (0,9%)     |
| Хиспаноамериканци | 15 (1,0%)     | 16 (1,2%)     |
| Укупно            | 1.446         | 1.380         |